# Transparant geleidend oxide
Transparante geleidende oxides (afgekort tot TCO, afkomstig van het Engelse transparant conducting oxides) zijn specifieke elektrisch geleidende materialen met een relatief geringe absorptie van elektromagnetische straling in het golflengtebereik van zichtbaar licht. Zij worden toegepast onder de vorm van dunne lagen in opto-elektronische toestellen, zoals lcd-schermen of fotovoltaïsche zonnepanelen.

## Soorten
Tot de transparante geleidende oxides behoren: 
- Indiumtinoxide (ITO)
- Fluortinoxide (FTO)
- Aluminiumzinkoxide (AZO)
- Antimoontinoxide (ATO)